# Zurab Azmaiparashvili
Zurab Azmaiparashvili (Georgia, 16 de março de 1960). É um grande mestre de xadrez desde 1988.
Ganhou vários torneios internacionais, entre eles, Moscovo(1986), Albena (1986), Tbilisi (1986), Londres (Lloyds Bank Open)(1989).